# Joker Out
Joker Out — словенская инди-рок-группа, образованная в 2016 году. За всё время существования группа выпустила три альбома. В мае 2023 года группа представляла Словению на конкурсе песни Евровидение 2023 с песней «Carpe Diem», где заняли 21 место.

## История группы

### 2016—2021: Образование и альбом «Umazane misli»
Группа была образована в мае 2016 года после распада группы Apokalipsa, в которую входили Боян Цветичанин, Мартин Юркович, Матич Ковачич и Лука Шкерлеп. К трём из них (Цветичанину, Юрковичу и Ковачичу) присоединились Крис Гуштин и Ян Петех, которые на тот момент играли в группе Burjuazia. Дав коллективу название Joker Out, они выпустили свой первый сингл «Kot srce, ki kri poganja», на который они также записали свое первое музыкальное видео. 17 июня 2017 года они стали победителями 4-го сезона (2016/17) лиги Шпиля (конкурс студенческих музыкальных коллективов и солистов). В ноябре они выпустили свою вторую песню «Omamljeno telo». 
Их следующий сингл «Gola», над которым они впервые сотрудничали с продюсером Джаретом Паком, был выпущен 12 сентября 2019 года. 2 ноября у них состоялся первый хэдлайн-концерт Joker Out в Люблянском замке. В марте 2020 года был выпущен четвёртый сингл «Vem, da greš», а в октябре - «Umazane misli». 
В первой половине 2021 года в группе произошли изменения: на место ушедшего барабанщика Матча Ковачича пришёл Юре Мачек. В июле 2021 года вышел сингл «A sem ti povedal». 
1 октября 2021 года композиция «Umazane misli» была выбрана зрителями как «Новая словенская композиция прошлого года» на первом фестивале Frišno/Fresh — Дне новой словенской музыки..
В октябре 2021 года вышел первый альбом Joker Out «Umazane misli».  Изначально релиз планировался на апрель 2020 года, но из-за пандемии COVID-19 он несколько раз был перенесён. Альбом был представлен на двух концертах 20 и 21 октября 2021 года на площадке Cvetličarna, в Любляне. Оба концерта были распроданы ещё в 2020 году. Один из концертов был записан словенской телекомпанией RTV Slovenija. 
В апреле 2022 года они выпустили музыкальное видео на последний сингл со своего первого альбома «Barve Oceana». 
За эти два года они получили две премии имени Златы Пишчал: в 2020 году в номинации «Новички года» и в 2021 году в номинации «Артисты года».

### 2022 — настоящее время: альбом «Demoni»и конкурс песни Евровидение 2023
12 мая, на восьмой церемонии вручения премии Zlata piščal Awards, Joker Out второй год подряд были номинированы на звание «Артист года». 
31 августа они выпустили свой второй альбом Demoni, которому предшествовал сингл «Katrina». Концерт-презентация альбома прошёл 9 сентября в люблянском Križanke. 10 октября в своём Instagram группа объявила, что басист Мартин Юркович покидает группу, чтобы учиться за границей, и его заменяет Наце Йордан, участник «Diamanti», хаус-группы шоу «V petek zvečer». В конце октября группа выпустила сингл «Demoni», который стал их первым синглом на хорватском языке..
8 декабря 2022 года телеканал RTV Slovenia объявил, что Joker Out будет представлять Словению на конкурсе песни Евровидение 2023 в Ливерпуле. Запись их песни для «Евровидения» проходила в декабре 2022 года в студии в Гамбурге, Германия, где они были 12 дней. Группа заявила, что они хотели сохранить всю песню на словенском языке: «Мы хотим перевести словенский на универсальный язык танца и развлечений, понятный во всех странах». В январе 2023 года группа сняла свое музыкальное видео в столице Словении Любляне, в гранд-отеле Union.
В тот же день, когда было объявлено о внутреннем отборе группы RTV Slovenija, телекомпания объявила, что премьера песни «Carpe Diem» состоится в специальной трансляции «Евровидения» на телеканале SLO 1 в программе Misija Liverpool 4 февраля 2023 года. Премьера клипа «Carpe Diem» состоялась на их канале YouTube. 31 января Joker Out сыграли вничью, чтобы выступить во второй половине второго полуфинала 11 мая.
В рамках промо-тура в марте и апреле группа приняла участие в пре-пати Евровидения в Барселоне, Варшаве, Тель-Авиве, Мадриде, Амстердаме и Лондоне, а перед отъездом в Ливерпуль они отыграли концерт в люблянском Novi trg 25 апреля. В марте группа была включена в список 100 заслуживающих внимания музыкальных исполнителей Европы («Artists to Watch 2023») Ассоциацией независимых музыкальных лейблов IMPALA.
21 апреля они выпустили сингл «New Wave», англо-словенскую версию «Novi Val», записанную с британским исполнителем Элвисом Костелло.
На Евровидении 2023 они выступили во втором полуфинале и прошли в финал, где заняли 21-е место. После конкурса группа отправилась в европейский тур по Словении, Хорватии, Боснии и Герцеговине, Сербии, а также Ирландии и Великобритании. В июне Joker Out объявили о туре по Северной Европе в сентябре, включающем концерты в Норвегии, Швеции и Финляндии.

## Состав группы

### Нынешние участники
- Боян Цветичанин (род. 06.01.1999) — вокал (2016–н. в.);
- Крис Гуштин (род. 16.01.2000) — гитара, бэк-вокал (2016–н. в.);
- Ян Петех (род. 01.01.1999) — гитара, бэк-вокал (2016–н. в.);
- Юре Мачек (род. 25.05.1996) — барабаны (2021–н. в.);
- Наце Йордан (род. 30.06.1994) — бас, бэк-вокал (2022–н. в.).

### Бывшие участники
- Мартин Юркович — бас (2016–2022);
- Матиц Ковачич — барабаны (2016–2021).

## Дискография

### Альбомы
| Название      | Подробно                                                                                    |
| ------------- | ------------------------------------------------------------------------------------------- |
| Umazane misli | - Выпущен: 18 октября 2021 - Лейбл: Self-released - Формат: CD, Digital download, Streaming |
| Demoni        | - Выпущен: 31 августа 2022 - Лейбл: Self-released - Формат: CD, Digital download, Streaming |
| Souvenir Pop  | - Выпущен: 15 ноября 2024 - Лейбл: Self-released - Формат: Digital download, Streaming      |

### Синглы
| «Kot srce, ki kri poganja»                                      | 2016 | — | Вне альбома   |
| «Omamljeno telo»                                                | 2017 | — | Umazane misli |
| «Gola»                                                          | 2019 | — | Umazane misli |
| «Vem, da greš»                                                  | 2020 | — | Umazane misli |
| «Umazane misli»                                                 | 2020 | — | Umazane misli |
| «A sem ti povedal»                                              | 2021 | — | Umazane misli |
| «Barve oceana»                                                  | 2022 | — | Umazane misli |
| «Katrina»                                                       | 2022 | — | Demoni        |
| «Demoni»                                                        | 2022 | — | Demoni        |
| «Carpe Diem»                                                    | 2023 | 1 | Souvenir Pop  |
| «Carpe Diem (English Version)»                                  | 2023 | — | Вне альбома   |
| «New Wave (feat. Элвис Костелло)»                               | 2023 | — | Вне альбома   |
| «Sunny Side of London»                                          | 2023 | — | Вне альбома   |
| «Everybody's Waiting»                                           | 2024 | — | Souvenir Pop  |
| «Šta bih ja»                                                    | 2024 | — | Souvenir Pop  |
| «Bluza»                                                         | 2024 | — | Souvenir Pop  |
| «Stephanie»                                                     | 2024 | — | Souvenir Pop  |
| «—» denotes a recording that did not chart or was not released. |      |   |               |

## Награды и достижения
| Награды                           | Год  | Категория            | Номинированная работа | Результат | Прим. |
| --------------------------------- | ---- | -------------------- | --------------------- | --------- | ----- |
| Zlata piščal (The Golden Whistle) | 2020 | Song of the Year     | «Gola»                | Номинация |       |
| Zlata piščal (The Golden Whistle) | 2020 | Newcomer of the Year | Joker Out             | Победа    |       |
| Zlata piščal (The Golden Whistle) | 2021 | Artist of the Year   | Joker Out             | Победа    |       |
| Zlata piščal (The Golden Whistle) | 2022 | Artist of the Year   | Joker Out             | Победа    |       |
| Zlata piščal (The Golden Whistle) | 2022 | Song of the Year     | «Umazane misli»       | Номинация |       |
| Zlata piščal (The Golden Whistle) | 2022 | Song of the Year     | «A sem ti povedal»    | Номинация |       |
| Zlata piščal (The Golden Whistle) | 2022 | Album of the Year    | «Umazane misli»       | Номинация |       |
| Zlata piščal (The Golden Whistle) | 2023 | Artist of the Year   | Joker Out             | Номинация |       |
| Zlata piščal (The Golden Whistle) | 2023 | Album of the Year    | «Demoni»              | Номинация |       |